# Alfred Zammit
Alfred Zammit (* 19. November 1969 in Tal-Pietà) ist ein maltesischer Fernsehmoderator und Politiker.
Von 1987 bis 1990 war Zammit Präsident der Socialist Youth Union, der Jugendorganisation der Partit Laburista. Er wurde am 20. November 1993 in den Local Council (Gemeinderat) der maltesischen Hauptstadt gewählt und in drei aufeinanderfolgenden Wahlen im Amt bestätigt, bis er im Mai 2019 zum Bürgermeister von Valletta gewählt wurde. Er ist der erste Bürgermeister der maltesischen Hauptstadt, der der PL angehört.
Neben seinem politischen Engagement war er Gastgeber (Moderator) der Fernsehshow Kalamita des maltesischen Senders One TV.